# Rezina
Rezina es una localidad de Moldavia, en el distrito (Raión) de Rezina.
Se encuentra a una altitud de 90 m sobre el nivel del mar. 

## Demografía
Según estimación 2010 contaba con una población de 8 025 habitantes.

## Monumento
- En 2017 se inauguró un busto del rey Fernando I de Rumania. El autor es el escultor moldavo Veaceslav Jiglitski.[2]
- En 2018 se restauró el Monumento a los Héroes de la Patria. El águila creada por el escultor moldavo Veaceslav Jiglitski.[3]
- En 2020 se inauguró un busto de Konstantin Stere. Autor: escultor moldavo Veaceslav Jiglitski.[4]